# ゲオルク (シャウムブルク＝リッペ侯)
シュテファン・アルブレヒト・ゲオルク（Stephan Albrecht Georg zu Schaumburg-Lippe, 1846年10月10日 - 1911年4月24日）は、ドイツのシャウムブルク＝リッペ侯（在位：1893年 - 1911年）。
シャウムブルク＝リッペ侯アドルフ1世ゲオルクとその妻でヴァルデック＝ピルモント侯ゲオルク2世の娘であるヘルミーネ（1827年 - 1910年）の間の第2子、長男として生まれ、1893年に父の後を継いだ。

## 子女
1882年4月16日にアルテンブルクにおいて、ザクセン＝アルテンブルク公子モーリッツの娘マリア・アンナと結婚し、間に9人の子女をもうけた。
- アドルフ・ベルンハルト・モーリッツ・エルンスト・ヴァルデマール（1883年 - 1936年） - シャウムブルク＝リッペ侯
- モーリッツ・ゲオルク（1884年 - 1920年）
- ペーター（1886年）
- エルンスト・ヴォルラート（ドイツ語版）（1887年 - 1962年） - シャウムブルク＝リッペ侯家家長
- シュテファン・アレクサンダー・ヴィクトル（1891年 - 1965年）
- ハインリヒ・コンスタンティン・フリードリヒ・エルンスト（1894年 - 1952年）
- マルガレーテ（1896年 - 1897年）
- フリードリヒ・クリスティアン・ヴィルヘルム・アレクサンダー（ドイツ語版）（1906年 - 1983年） - ヨーゼフ・ゲッベルスの副官
- エリーザベト・ヘルミーネ・アウグステ・ヴィクトリア（1908年 - 1933年） - 1928年にヴェンヴェヌート・ハウプトマン（ゲアハルト・ハウプトマンの息子）と結婚（同年離婚）、1930年にへーリンク・フォン・フランケンスドルフ男爵ヨハンと再婚